# Джавид, Саджид
Саджид Джавид (англ. Sajid Javid; род. 5 декабря 1969, Рочдейл, Большой Манчестер) — британский предприниматель и государственный деятель.  
В 2014—2016 годах входил в первый и второй кабинеты Кэмерона, в 2016—2018 годах занимал должность министра по делам общин и местного самоуправления в первом и втором кабинетах Терезы Мэй, министр внутренних дел Великобритании (с 2018 по 2019). Канцлер казначейства в первом и втором кабинетах Бориса Джонсона (2019—2020). Министр здравоохранения и социального обеспечения (2021—2022).

## Биография
Саджид Джавид родился в 1969 году в Рочдейле, средний из пятерых сыновей водителя автобуса Абдула Джавида, иммигрировавшего из Пакистана. Когда Саджиду исполнилось четыре года, отец купил в Бристоле магазин женской одежды, и вся семья переехала в квартиру с двумя спальнями над ним. Одну из спален делили трое его братьев, а сам Саджид и его младший брат спали вместе с родителями. Изучал экономику и политику в Эксетерском университете, который окончил в 1991 году.
По окончании университета около 20 лет занимался бизнесом в банковской сфере, заработав миллионное состояние — сначала в Chase Manhattan Bank в Нью-Йорке, затем — в лондонском офисе Deutsche Bank, где сделал карьеру: вошёл в совет директоров и отвечал за операции на азиатских рынках (в 2006 году возглавил подразделение банка в Сингапуре Global Credit Trading, Asia и оставался там до ухода из бизнеса в 2009 году).

### Начало политической карьеры
На парламентских выборах 2010 года был выдвинут кандидатом от Консервативной партии в избирательном округе Бромсгроув (Вустершир) и победил с результатом 43,7 %, ухудшив на 7,3 % показатели партии в этом округе по итогам предыдущих выборов.
В 2010—2011 годах был парламентским личным секретарём младшего министра профессионального образования Джона Хейза, а в 2011—2012 годах занимал ту же должность у канцлера Казначейства Джорджа Осборна. В 2012—2013 годах являлся экономическим секретарём Казначейства, в 2013—2014 годах — финансовым секретарём Казначейства.

### Министр кабинетов Дэвида Кэмерона
9 апреля 2014 года, после добровольной отставки министра культуры, СМИ и спорта Марии Миллер, Саджид Джавид занял освободившееся кресло в первом кабинете Дэвида Кэмерона. При этом вторая должность Миллер — министра по делам женщин и равноправия была разделена. Джавид стал министром равноправия, а министром по делам женщин — Ники Морган.
В 2015 году добился успеха на новых парламентских выборах в прежнем округе, получив 53,8 % голосов.
11 мая 2015 года Джавид получил во втором кабинете Кэмерона портфель министра предпринимательства.
13 июля 2016 года Дэвид Кэмерон ушел в отставку с должности премьер-министра в связи с исходом референдума о членстве Британии в Евросоюзе, на котором британцы проголосовали за выход Великобритании из ЕС.
Джавид поддержал заявку министра труда и пенсий Стивена Крэбба, вступившего в борьбу за лидерство в партии, и в случае его победы должен был получить портфель канцлера Казначейства. Они позиционировали себя как «синих воротничков» в рядах консерваторов, но их кампания завершилась поражением на раннем этапе, и Джавид выступил в поддержку кандидатуры Терезы Мэй.

### Цель для терроризма
В выпуске журнала ИГ «Дабик» в апреле 2016 года был назван муртадом и приговорён к смерти.

### Министр кабинетов Терезы Мэй
Преемником Кэмерона стала министр внутренних дел Великобритании Мэй, и Джавид в её кабинете был назначен на должность министра по делам общин и местного самоуправления, сохранив её в 2017 году при формировании второго кабинета Мэй.
30 апреля 2018 года вступил в должность министра внутренних дел после скандальной отставки Эмбер Радд. Джавид стал первым в истории представителем национального меньшинства в должности одного из высших сановников государства и заявил о намерении изменить британскую иммиграционную политику, дабы она была справедливой, а с людьми обращались бы с «достоинством и уважением». Назначение Джавида поддержали такие общественные организации, как Траст безопасности общины , Совет депутатов британских евреев и Совет еврейских лидеров, отметивших роль нового министра в борьбе с антисемитизмом в британском обществе, в распространении информации об истории Холокоста и в противодействии попыткам бойкотировать Израиль.
В феврале 2019 года противоречивую общественную реакцию вызвало решение Джавида запретить возвращение в Великобританию 19-летней Шамимы Бегум, которая в 2015 году подростком уехала в Сирию и присоединилась к Исламскому государству. Её маленький сын Джаррах умер и 8 марта был похоронен в лагере сирийских беженцев, а сама она заявила о желании вернуться домой, но Джавид распорядился лишить Бегум гражданства.
После отставки Терезы Мэй Джавид принял участие в борьбе за лидерство в Консервативной партии и 20 июня 2019 года выбыл из неё, заняв в четвёртом туре голосования парламентариев-консерваторов последнее место среди оставшихся претендентов (его кандидатуру поддержали пять депутатов).

### В правительствах Бориса Джонсона
24 июля 2019 года назначен Канцлером казначейства в первом правительстве Бориса Джонсона.
13 февраля 2020 года покинул правительство в ходе серии перестановок во втором кабинете Джонсона (по информации газеты The Guardian — вследствие отказа заменить всех своих советников на креатур премьер-министра).
26 июня 2021 года вернулся в то же правительство на должность министра здравоохранения после отставки Мэттью Хэнкока.
17 июля 2021 года сдал положительный тест на COVID-19. По словам Джавида, он сделал уже две прививки от коронавирусной инфекции и испытывает только слабые симптомы заболевания, но перешёл в режим самоизоляции на период до получения результатов ПЦР-теста (в этот день в Великобритании зарегистрированы 54 674 новых случаев COVID-19, а днём ранее — 51 870; впервые с января текущего года эти цифры превысили 50 тысяч).
5 июля 2022 года подал в отставку, заявив, что больше не доверяет премьер-министру, несмотря на то, что долгое время был верен ему, хотя должен был быть верен народу.

## Мнения
По мнению Джавида, президент Российской Федерации Владимир Путин страдает патологической лживостью. В интервью программы BBC Radio 4 Джавид заявил в связи с вторжением России на Украину:

Судя по всему [официальным представителям] России доверять нельзя. Особенно это касается Президента Путина, который, как известно, является патологическим лжецом. Мы знаем, что ему трудно отличать выдумку от фактов.
Оригинальный текст (англ.)The Russians don't seem that they can be trusted, and especially President Putin, who we know is a compulsive liar. We know that he has difficulty in separating fiction from fact.

## Личная жизнь
Саджид Джавид женат, отец четверых детей. Со своей женой Лорой познакомился в возрасте 18 лет и утверждает, что она — его первая и единственная любовь. В сентябре 2014 года дочери Софии было 15 лет, Рании — 11, Майе — 5, а сыну Сули — 13. Основной дом семьи (стоимостью около 4 млн фунтов стерлингов) находится в Фулхэме (юго-западный Лондон), есть ещё дом в Челси, а также в Бристоле и в избирательном округе.